# Берьяк
Берья́к (фр. Berriac) — коммуна во Франции, находится в регионе Лангедок — Руссильон. Департамент коммуны — Од. Входит в состав кантона Восточный Каркасон. Округ коммуны — Каркасон.
Код INSEE коммуны — 11037.

## Население
Население коммуны на 2008 год составляло 863 человека.
| 1962 | 1968 | 1975 | 1982 | 1990 | 1999 | 2008 |
| ---- | ---- | ---- | ---- | ---- | ---- | ---- |
| 91   | 118  | 314  | 390  | 527  | 625  | 863  |

## Экономика
В 2007 году среди 587 человек в трудоспособном возрасте (15—64 лет) 350 были экономически активными, 237 — неактивными (показатель активности — 59,6 %, в 1999 году было 63,0 %). Из 350 активных работали 271 человек (156 мужчин и 115 женщин), безработных было 79 (51 мужчина и 28 женщин). Среди 237 неактивных 34 человека были учениками или студентами, 41 — пенсионерами, 162 были неактивными по другим причинам.